# Silver on the Sage
Silver on the Sage è un film del 1939 diretto da Lesley Selander.
È un western statunitense con William Boyd, Russell Hayden e George 'Gabby' Hayes. Fa parte della serie di film western incentrati sul personaggio di Hopalong Cassidy (interpretato da Boyd) creato nel 1904 dallo scrittore Clarence E. Mulford.

## Produzione
Il film, diretto da Lesley Selander su una sceneggiatura di Maurice Geraghty e un soggetto di Clarence E. Mulford, fu prodotto da Harry Sherman tramite la Harry Sherman Productions e girato a Kernville, in California, dal settembre 1938. Il titolo di lavorazione fu Riders of the Range.

## Distribuzione
Il film fu distribuito negli Stati Uniti dal 31 marzo 1939 al cinema dalla Paramount Pictures.
Altre distribuzioni:
- in Finlandia il 2 settembre 1939 (Takaa-ajo yli preerian)
- negli Stati Uniti il 6 marzo 1948 (redistribuzione)
- in Germania Ovest nel 1951 (Geheimnisvolle Spuren) (Männer ohne Nerven)
- in Spagna il 9 aprile 1955 (De cara a cara)
- in Belgio (Le cavalier de l'Arizona)
- in Brasile (Uma Cartada Afoita) (Uma Cartada Decisiva)
- in Germania (In der Maske des Bruders)

## Promozione
La tagline è: SIX-GUN SPEAKS A LANGUAGE ALL ITS OWN!.